# Ulla Manns
Ulla Kristina Manns, född 7 juli 1959, är en svensk idéhistoriker, och sedan 2010 professor i genusvetenskap vid Södertörns högskola.
Manns disputerade 1997 på en avhandling om Fredrika Bremer-förbundets idéutveckling 1884–1921. Hennes forskningsintressen är främst riktade mot området vetenskap-samhälle, sociala rörelser och historiografi. Hennes studier av feminism och olika slags kvinnorörelser har framför allt rört det västerländska 1800- och det tidiga 1900-talet.
Manns medverkade 2010–2016 med ansökan samt i styrgrupp i det av Riksbankens jubileumsfond stödda forskningsprojektet Time, Memory and Representation: A Multidisciplinary Program on Transformations in Historical Consciousness, som letts av professor Hans Ruin.